# Somaly Mam
Somaly Mam (Cambodja, 1970) és una activista cambodjana en favor dels drets humans.
Des de ben petita fou reclosa en un bordell a Cambodja: fou torturada i violada en diferents ocasions. El 1991 Pierre Legros aconseguí treure-la d'aquest món, i es traslladà fins a París. El 1995 retornà al seu país en una missió de Metges Sense Fronteres i als 30 anys va esdevenir portaveu de les dones i criatures maltractades i torturades al seu país, cosa que li ha valgut més d'una amenaça de mort.
El 1997, junt amb el seu marit Pierre Legros, van crear l'Agir pour les Femmes en Situation Précaire (AFESIP), una ONG que treballa a Cambodja, Tailàndia, Vietnam i Laos per reintegrar socialment víctimes d'abusos sexuals, dones i nenes majoritàriament.
El 1998 fou guardonada amb el Premi Príncep d'Astúries de Cooperació Internacional, juntament amb Fatiha Boudiaf, Rigoberta Menchú, Fatana Ishaq Gailani, Emma Bonino, Graça Machel i Olayinka Koso-Thomas pel seu treball, per separat, en defensa i dignificació de les dones.